# Дом на улице Вязов
«Дом на улице Вязов» (фр. 5150, Rue des Ormes) — канадский психологический триллер режиссёра Эрика Тессьера. Его сюжет основан на романе Патрика Сенекаля с тем же названием.

## Сюжет
Улица Вязов — тихая улочка на окраине городка. Парень по имени Янник падает с велосипеда и стучит в первый попавшийся дом, намереваясь попросить жильцов вызвать такси. В доме он слышит ужасные крики. Болье, хозяин дома, набрасывается на Янника, ранит его и запирает в комнате, удерживая в качестве заложника. Со временем Янник узнает, что Болье является праведным психопатом и фанатичным шахматистом, который убивает наркодельцов, педофилов и прочих негодяев просто для того, «чтобы сделать мир лучше». Хотя Янник и не сделал ничего плохого, Болье не может его отпустить, опасаясь, что он теперь обратится в полицию. Позже хозяин соглашается отпустить Янника при условии, что тот выиграет у него в шахматы. Жена Болье и его дочь, наконец, выступают против Болье и пытаются освободить Янника. Но Янник сошёл с ума, он отказывается уходить, пока не выиграет партию в шахматы, так как считает, что это единственный способ остановить психопата. В финальной партии Янник и Болье играют в подвале дома, где шахматными фигурами являются трупы жертв Болье и выкопанные на кладбище тела. Во время игры дочь Болье входит в подвал посмотреть, что случилось с матерью. Отец убивает дочь, когда та начинает кричать. Полиция входит в дом, освобождает Янника. Четыре месяца спустя Яннику по-прежнему не даёт покоя мысль, что ему так и не удалось доиграть зловещую партию.

## В ролях
| Актёр              | Роль         |
| ------------------ | ------------ |
| Марк-Андре Гронден | Янник        |
| Норманд Д’Амур     | Жак Болье    |
| Рене-Даниэль Дюбуа | Жан Гай Руэл |
| Элоди Ларивье      | Анна Болье   |